# Albrecht Unsöld
Albrecht Otto Johannes Unsöld (* 20. April 1905 in Bolheim (Württemberg); † 23. September 1995 in Kiel) war ein deutscher Astrophysiker, Professor für Theoretische Physik und Lehrstuhlinhaber in Kiel mit prägendem Einfluss auf das Fachgebiet der Physik der Sternatmosphären.

## Leben und Werk
Albrecht Unsöld war Sohn des evangelischen Pfarrers Johannes Unsöld und dessen Ehefrau Clara Unsöld, geborene Müller. Er besuchte das Realgymnasium in Heidenheim und studierte Physik in Tübingen und München, wo Arnold Sommerfeld Theoretische Physik und insbesondere Quantenmechanik lehrte. Dort schloss er 1927 seine Dissertation Beiträge zur Quantenmechanik der Atome ab und wurde zum Dr. phil. promoviert. Während seines Studiums wurde er Mitglied der AMV Stochdorphia Tübingen. Im Jahr 1929 wurde er Privatdozent an der Universität München. 1930 begann er, an der Universität Hamburg zu arbeiten. Nach Aufenthalten in Potsdam, München, Pasadena und Hamburg wurde er 1932 ordentlicher Professor für Theoretische Physik und Direktor des Instituts für Theoretische Physik an der Universität Kiel. 1958/59 war er ihr Rektor. 1973 wurde er emeritiert. 
Schon früh begann Unsöld, quantenphysikalische Methoden auf die Untersuchung von Sternatmosphären anzuwenden. Er gewann die ersten detaillierten Analysen von Sternatmosphären und ihrer Elementhäufigkeiten und beschrieb Entstehung und Verbreiterung von Linien in den Spektren der Sonne und anderer Sterne. Unsölds Analyse des Spektrums des B0-Sterns Tau Scorpii, aufgenommen 1939 bei einem Besuch der Yerkes- und McDonald-Observatorien, lieferte die erste detaillierte Analyse eines Sterns außer der Sonne. Unsöld und seine Kieler Schule erarbeiteten wesentliche Grundlagen der Bestimmung der physikalischen Bedingungen in Sternatmosphären.
Neben seinem einflussreichen Werk über die Physik der Sternatmosphären und dem Standardlehrbuch der Astronomie Der neue Kosmos, gab er die Zeitschrift für Astrophysik heraus, bis sie 1968 mit anderen europäischen Zeitschriften in die Astronomy and Astrophysics verschmolz.
Von 1947 bis 1949 war Unsöld Vorsitzender der Astronomischen Gesellschaft. 1951 wurde er zum korrespondierenden Mitglied der Bayerischen und 1955 der Göttinger Akademie der Wissenschaften gewählt. 1962 wurde er zum Mitglied der Deutschen Akademie der Naturforscher Leopoldina gewählt. Seit 1946 war er Mitglied der Braunschweigischen Wissenschaftlichen Gesellschaft (bis 1951 ordentliches, danach korrespondierendes Mitglied).
Anfang der 1980er Jahre kam es zu einer Kontroverse um einen Artikel von Unsöld in den Physikalischen Blättern (November 1980), der sich kritisch zu Albert Einstein äußerte. Unsöld sah unter anderem die Rolle Einsteins bei der Entwicklung der Atombombe kritisch und sie wäre im Einsteinjahr 1979 seiner Meinung nach übergangen worden. Das führte zu personellen Konsequenzen und Umbrüchen in dieser Zeitschrift der Deutschen Physikalischen Gesellschaft.
1981 versuchte Unsöld die Evolutionstheorie auf kosmische und geistige Strukturen zu erweitern. Seine Definition: „Unter Evolution verstehen wir ganz allgemein die Herausbildung komplexerer Strukturen aus einfacheren“ ist jedoch so allgemein, dass damit keine universelle Evolutionstheorie begründet wird.
Albrecht Unsöld heiratete 1934 die promovierte Liselotte Kühnert und hatte mit ihr vier Kinder (Hans-Jürgen, Eberhard, Wolfgang und Annelotte).

## Auszeichnungen und Ehrungen
- 1943 Kopernikus-Preis der Universität Königsberg[13]
- 1946 Mitgliedschaft der Braunschweigischen Wissenschaftlichen Gesellschaft
- 1951 Mitgliedschaft der Akademie der Wissenschaften in München
- 1953 Associate Royal Astronomical Society
- 1955 Mitgliedschaft der Akademie der Wissenschaften in Göttingen
- 1956 Ehrenmitgliedschaft der Astronomical Society of Canada
- 1956 Bruce Medal (Bruce-Goldmedaille der Astronomical Society of the Pacific)
- 1957 Goldmedaille der Royal Astronomical Society in London
- 1961 International Academy of Astronautics
- 1962 Ehrendoktorat (als Dr. rer. nat.) der Universität Utrecht[14]
- 1962 Mitgliedschaft der Deutschen Akademie der Naturforscher Leopoldina
- 1965 Kungliga Fysiografiska Sällskapet i Lund
- 1968 Ehrenmitgliedschaft der American Association for the Advancement of Science
- 1969 Medaille der Universität Liège
- 1970 Ehrendoktorat (als D. Sc.) der Universität Edinburg
- 1972 Ehrendoktorat (als Dr. rer. nat.) der Universität München
- 1973 Cothenius-Medaille der Leopoldina[15]
- 1988 Namensgeber für den Asteroiden (2842) Unsöld[16]

## Veröffentlichungen (Auswahl)
- Physik der Sternatmosphären, mit besonderer Berücksichtigung der Sonne. Springer, Berlin 1938; 2. Auflage 1955.
- Der neue Kosmos. Springer, Berlin 1966; 3. Auflage, mit Bodo Baschek, 1981; zahlreiche Neuauflagen und Bearbeitungen, zuletzt 2015 durch Bodo Baschek.
- Sterne und Menschen. Aufsätze und Vorträge. Berlin 1972.
- Evolution kosmischer, biologischer und geistiger Strukturen. Wissenschaftliche Verlagsgesellschaft, Stuttgart 1981.